# Stella Zázvorková

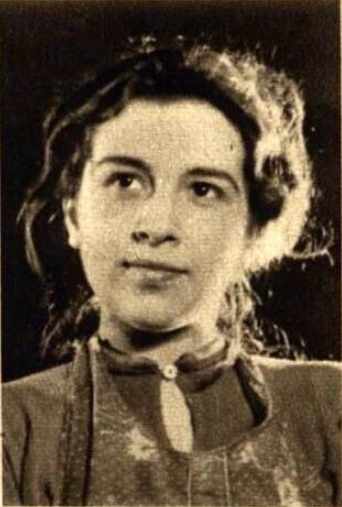
Stella Zázvorková.

Stella Zázvorková, född 14 april 1922 i Prag, död där 18 maj 2005, var en tjeckisk (tjeckoslovakisk) skådespelare. Zázvorková blev främst känd som komisk skådespelare i en mängd teateruppsättningar och filmer.

## Filmografi, urval
- 1957 – Dobrý voják Švejk
- 1964 – Lemonade Joe
- 1966 – Happy End
- 1969 – Lärkmarionetter
- 1971 – Pane, vy jste vdova!
- 1972 – Flicka med kvast
- 1975 – Jak utopit dr. Mráčka aneb Konec vodníků v Čechách
- 1978 – Hur man väcker prinsessor
- 1980 – Arabela (TV-serie)
- 1981 – Nemocnice na kraji města (TV-serie)
- 1989 – Slut på gamla tider
- 1996 – Kolya